# Caroni River
Der Caroni River ist der mit 40 km zweitlängste Fluss des karibischen Inselstaates Trinidad und Tobago.

## Etymologie
Der Name „Caroni“ ist indianischen Ursprungs; er stammt aus dem Arawakischen und bedeutet schlicht „Wasser“.

## Verlauf
Der Caroni River fließt von Osten nach Westen durch die Caroni Plain, eine die halbe Insel durchziehende Tiefebene, die zwischen der Northern Range im Norden und der Central Range im Süden verläuft; Flüsse aus beiden Mittelgebirgen entwässern in den Caroni River. Bei Guanapo, nahe dem Punkt, an dem die Regionen Sangre Grande, Couva-Tabaquite-Talparo und Tunapuna-Piarco aufeinandertreffen, vereinen sich der von Nordosten kommende Arima River und der von Südosten kommende Cumuto River zum Caroni River. Der Fluss fließt in westlicher Richtung entlang des East-West Corridor, der dicht besiedelten Metropolregion Port of Spains, in der ein Drittel aller Einwohner von Trinidad und Tobago wohnen. Bei La Horquetta mündet der von Norden kommende Guanapo River in den Fluss. Südlich von Carapo passiert der Caroni River die Plantage der ICGT, der International Cocoa Genebank Trinidad, einer Einrichtung von Bioversity International, CACAONET und des FAO Trust. Bei Piarco passiert der Fluss den Piarco International Airport Südlich von San Juan mündet der San Juan River von Norden kommend in den Caroni River. Einen Kilometer weiter westlich fließt der Fluss in den Caroni Swamp hinein, das zweitgrößte Feuchtgebiet Trinidads. Etwa zwei Kilometer südlich von Laventille mündet der Caroni River in den Golf von Paria. Ein Delta oder auch nur verschiedene Mündungsarme gibt es nicht.

## Inseln
Die einzige Insel im Caroni River befindet sich im Caroni Swamp, etwa 2,5 km vor der Mündung. Der Fluss teilt sich hier; die beiden so entstehenden Arme fließen in nordwestlicher und südwestlicher Richtung um die Insel herum, um sich nach etwa 350 m wieder zu vereinen. Die Insel hat die Form eines um etwa 30° nach links gekippten, gleichseitigen Dreiecks und hat eine Fläche von etwa 260 m². Die Insel ist namenlos.

## Fauna
Im Caroni Swamp kommen etwa 190 Vogelarten vor, darunter etwa 20, die als gefährdet gelten. Eine große Kolonie Scharlachsichler, Nationalvogel Trinidads, hat dort ihren Nachtlagerplatz. Die Caroni Water Treatment Plant bei Piarco bildet ein Habitat für Reiher, Rotstirn-Blatthühnchen, Vanellus chilensis, Zwergsultanshuhn und andere Watvögel; außerdem kommen dort Elsterwassertyrann, Schwefeltyrann und Kaimane vor. Die Fischbestände des Caroni River sind auf Grund der hohen Wasserverschmutzung reduziert. Der Cascadura, ein Dornwels, kommt in nennenswerter Zahl vor und wird als Speisefisch geangelt.

## Wirtschaftliche Nutzung
Der Caroni River wird für die Trinkwassergewinnung genutzt. 2003 stammten 40 % des in Trinidad aufbereiteten Trinkwassers aus dem Caroni River; Entnahmestation ist die Caroni Water Treatment Plant bei der Kleinstadt Piarco, wo das verschmutzte Flusswasser in zwei je drei Hektar großen Becken geklärt wird. Der Fluss wird trotz des Verschmutzungsgrades in geringem Umfang kommerziell befischt, Angeln stellt darüber hinaus eine beliebte Freizeitaktivität dar.
Der Caroni Swamp wird für Austernzucht, Fischerei und Jagd genutzt, außerdem spielt Ökotourismus eine Rolle. Die Caroni Plain ist zwar ausgesprochen fruchtbares Land, jedoch ist die landwirtschaftliche Nutzung durch die die Besiedelung entlang des East-West-Corridor stark zurückgegangen.

## Geschichte
Der Caroni River war insofern von Bedeutung für die Besiedelung Trinidads durch Europäer als die Spanier 1592 seinem Verlauf flusseinwärts folgten, um im Landesinneren die erste feste Siedlung europäischen Ursprungs zu gründen: St. Joseph, damals San José de Oruña, Hauptstadt Trinidads von 1592 bis 1783. 1690 wurde eine Straße entlang des Caroni River angelegt, das Gros des Warenverkehrs erfolgte aber auf dem Fluss. Mit dem Bau der Trinidad Government Railway 1876 verschwand die Bedeutung des Flusses als Verkehrsweg für Güter. Seit Legalisierung der hinduistischen Verbrennungszeremonien 1936 wird die Asche verstorbener Trinidadier hinduistischen Glaubens in den Caroni River gestreut – Hindus machen heute 20 % der Bevölkerung Trinidads aus.